# 阿達羅尼師今
阿達羅尼師今（あだつら にしきん、生年不詳 - 184年3月）は、新羅の第8代の王（在位:154年 - 184年）であり、先代の逸聖尼師今の長男。姓は朴。母は朴氏の支所礼王の娘、王妃は第6代祇摩尼師今の娘の内礼夫人。

## 治世
154年2月に先王が死去し、王位に就いた。北方の靺鞨（及びその背後の高句麗）に備えるために、新羅と百済とは緩やかな同盟の態勢を保っていたが、阿達羅尼師今の時代から、交戦状態に入ることとなった。165年10月に阿飡の吉宣（キルソン）が謀反を起こそうとして発覚し、誅滅を恐れて百済に亡命した。阿達羅尼師今は百済に吉宣の身柄返還を求めたが、百済の蓋婁王がこれをかくまったため、百済への侵攻を開始した。このときは百済軍が籠城してよく守ったため新羅軍は食料が尽きて撤退したが、167年7月には百済が新羅の西部辺境2城を奪って住民1千人を捕虜とすると、同年8月には一吉飡の興宣（フンソン）に兵2万を率いて百済を討たせるとともに、阿達羅尼師今自身も8千の騎兵を率いて漢水（漢江）まで出撃した。百済はこれを恐れ、先に捕虜とした住民を返還し和睦を求めた。しかし170年10月には百済は再び新羅の国境付近に侵攻した。この後暫く直接の交戦記事は見られなくなるが、次王の188年以降、頻繁に交戦記事が見られるようになる。
173年5月、倭の女王卑彌乎（卑弥呼か）が使者を送ってきたとする。しかしこれは、『三国志』東夷伝倭人条の景初2年（238年）記事からの造作であり、かつ干支を一運遡らせたもの、と考えられている。（→井上訳注1980、p.61　註9）
184年3月に在位31年にして死去した。埋葬地については記述がない。『三国史記』新羅本紀・伐休尼師今紀では阿達羅尼師今に子がいなかったため伐休尼師今が王位についたとするが、遥か後代の第53代神徳王は阿達羅尼師今の遠孫とされている。このことについては神話の造作であったり王統系譜の造作であり、史実として論じるべき問題ではないと井上秀雄は述べている（→井上訳注1980、pp.61-62.　註10）。

## 延烏郎・細烏女
『三国史記』には記載が無いが『三国遺事』は阿達羅王の4年（157年）に東海の浜に住んでいた延烏郎・細烏女という夫婦が日本（倭とは記されていない）に渡って王と貴妃になり、新羅の日と月が光を失った説話を載せている。岩波文庫の『日本書紀』は垂仁天皇紀の補注でアメノヒボコ伝説との関連に言及している。韓国の迎日湾はその伝承地である。
『三国史記』の173年の記事と合わせると、細烏女またはその娘が卑弥呼となり、16年後に祖国に使者を送ったことになる。卑弥呼＝倭迹迹日百襲姫命（孝霊天皇の皇女）とすると、孝霊天皇の皇后・細媛命の名は細烏女に似ているが、新羅から来たという話は無い。